# SYR2: Slaapkamers Met Slagroom
SYR2: Slaapkamers Met Slagroom es un EP de Sonic Youth. Fue el segundo en una serie de lanzamientos mayoritariamente experimentales e instrumentales pertenecientes al sello discográfico de propiedad de la banda SYR. SYR2 mantiene la tradición del sello de escribir el contenido de las carátulas en idiomas foráneos, siendo esta vez en holandés.
Un error inicial en la producción original del vinilo provocó el lanzamiento de un número desconocido de versiones de color negro. Más tarde el error fue corregido, siendo el color reemplazado por un azul claro.

## Lista de canciones
1. "Slaapkamers met slagroom" – 17:39
2. "Stil" – 7:25
3. "Herinneringen" – 3:26